# Codice di Dresda
Il Codice di Dresda (in latino Codex Dresdensis) è un manoscritto risalente al XIII o al XIV secolo ed è considerato il codice superstite più antico proveniente dalle Americhe. Il codice venne riscoperto nella città di Dresda, da cui prende il nome, e originariamente fu scritto dalla popolazione Maya nella loro lingua. È conservato presso la biblioteca universitaria del land di Sassonia, a Dresda in Germania.
Durante la seconda guerra mondiale il manoscritto ha subito numerosi e gravi danni dovuti alle infiltrazioni di acqua e durante i restauri alcune pagine vennero ricomposte in modo non corretto. Le pagine sono alte 20 cm e possono essere ripiegate tipo fisarmonica; se spiegate, il codice è lungo 3,7 metri. Esso è ricco di geroglifici maya in cui ci si riferisce a un precedente testo originale redatto circa tre o quattrocento anni prima, in cui si descriveva la storia locale.

## Descrizione
Il Codice di Dresda è formato da 78 pagine con un bordo decorativo sul fronte e sul retro. La maggior parte delle pagine sono scritte su entrambi i lati e hanno un bordo di vernice rossa, anche se molte di esse lo hanno perso a causa del deterioramento del tempo. Le pagine sono generalmente suddivise in tre sezioni; gli studiosi del Codice hanno arbitrariamente chiamato queste sezioni: a, b e c. Alcune pagine hanno solo due sezioni orizzontali, mentre una ne ha quattro e altre cinque. Le sezioni individuali con il proprio tema sono generalmente separate da una linea verticale rossa. Le sezioni sono generalmente suddivise da due a quattro colonne.
Il Codice di Dresda è uno dei quattro codici con geroglifici Maya sopravvissuti all'opera distruttiva dell'Inquisizione spagnola nel Nuovo Mondo. Tre di essi, il codice di Dresda, il codice di Madrid e quello di Parigi, prendono il nome della città in cui sono stati riscoperti. Il quarto è il Codice Grolier, che si trova presso il Museo Nazionale di Antropologia di Città del Messico. Il Codice di Dresda è conservato presso il museo della Biblioteca di Stato della Sassonia a Dresda, in Germania. Tutti i codici Maya sopravvissuti hanno le pagine delle stesse medesime dimensioni, con un'altezza di circa 20 centimetri e una larghezza di 10 centimetri.
Le immagini e i glifi sono stati dipinte da abili artigiani utilizzando pennelli sottili e coloranti vegetali. Il nero e il rosso sono stati i colori principali utilizzati per molte delle pagine. Alcune pagine presentano sfondi dettagliati nei toni del giallo, verde e del blu maya. Il codice è stato scritto da otto diversi scribi e tutti hanno presentato il proprio stile di scrittura, dei disegni, dei glifi e del soggetto.

## Storia
Nel 1739 Johann Christian Götze, direttore della Biblioteca Reale di Dresda, acquistò il codice da uno sconosciuto cittadino di Vienna. Nel 1744 Götze lo donò alla biblioteca.
Nel 1810, mentre preparava i risultati dei suoi viaggi compiuti nell'arco di cinque anni in America centrale e meridionale, Alexander von Humboldt, studioso dai vasti interessi, fece pubblicare a colori anche cinque pagine del Codice di Dresda, sottoposte alla sua attenzione da Karl August Böttiger, esperto di storia antica e residente a Dresda.
Durante la seconda guerra mondiale il codice subì gravi danneggiamenti dovuti all'acqua usata per spegnere gli incendi seguiti al bombardamento di Dresda (13-15 febbraio 1945).

## Contenuto
Il codice contiene solo 74 pagine; tratta esclusivamente temi di ordine religioso e rituale, come il moto orbitale di Venere, il calcolo delle sue fasi, le previsioni delle eclissi solari e lunari, le cerimonie per il nuovo anno. Un capitolo è dedicato alla dea Luna e all'influsso che essa esercita sulle malattie e sulle nascite. Altri capitoli sono dedicati a Chaak, il dio della pioggia, e al suo potere di influenzare il clima ed il raccolto.
Si ritiene che il Codice di Dresda sia una copia redatta nel periodo Postclassico da un manoscritto del periodo Classico.
Varie differenze stilistiche riscontrate nella scrittura fanno pensare che si tratti dell'opera di almeno cinque scribi diversi. Sul luogo d'origine non vi sono ipotesi certe; si ritiene, però, che possa essere originario dello Yucatán settentrionale forse da Chichén Itzá.